# Odds Ballklubb
L'Odds Ballklubb és un club noruec de futbol de la ciutat de Skien.

## Història

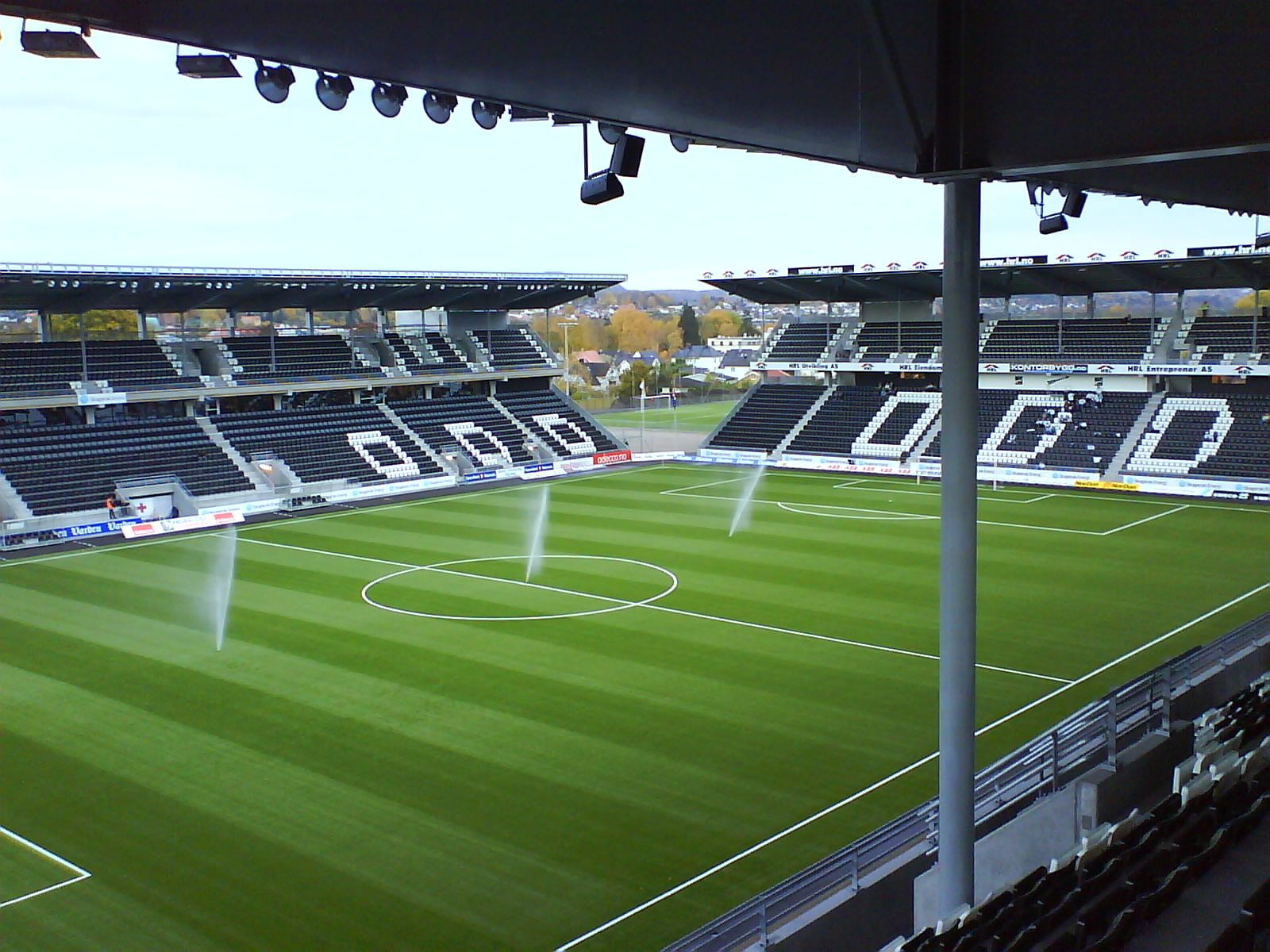
Skagerak Arena.

El club va ser fundat el 31 de març de 1894. És el club que més cops ha guanyat la Copa noruega de futbol. El club destacà principalment entre els anys 1900 i 1930, on fou un dels clubs més importants del país, amb 11 campionats noruecs fins al 1931. Fou anomenat Odd Grenland entre 1994 i 2012.

## Palmarès
- Copa noruega de futbol (12): 1903, 1904, 1905, 1906, 1913, 1915, 1919, 1922, 1924, 1926, 1931, 2000